# Чёрная (река, впадает в Новое)
Чёрная — река в России, протекает по территории Кестеньгского сельского поселения Лоухского района Республики Карелии. Длина реки — 38 км, площадь водосборного бассейна — 185 км².
Чёрная берёт начало из Верхнего Чёрного озера на высоте 151,2 м над уровнем моря и далее течёт преимущественно в восточно-северо-восточном направлении по заболоченной местности.
Река в общей сложности имеет 18 малых притоков суммарной длиной 24 км.
Впадает на высоте 68,0 м над уровнем моря в озеро Новое, через которое течёт река Кереть, впадающая в Белое море.
К бассейну Чёрной относятся озёра:
- Пурнозеро
- Глубокое
- Шаниярви[6].

Населённые пункты на Чёрной отсутствуют.
Код объекта в государственном водном реестре — 02020000712102000001776.